# District de Gokwe Sud
Le district de Gokwe Sud est une subdivision administrative de second ordre de la province des Midlands au Zimbabwe. Son siège administratif est Gokwe.